# 宮崎県道367号中村木崎線
宮崎県道367号中村木崎線（みやざきけんどう367ごう なかむらきざきせん）は、宮崎県宮崎市を通る一般県道である。

## 概要
宮崎市中村西から同市大字熊野に至る。
1979年（昭和54年）に国道220号宮崎南バイパスが開通し、従来の道路が県道となった。

### 路線データ
- 起点：宮崎市中村西2丁目（中村交差点、国道220号交点、宮崎県道9号宮崎西環状線・宮崎県道347号南宮崎停車場線終点）
- 終点：宮崎市大字熊野（国道220号交点）

## 歴史
- 1979年（昭和54年）4月13日 - 宮崎県告示第477号[1]により路線認定される。当時の路線番号は453。

## 地理

### 通過する自治体
- 宮崎市

### 交差する道路
| 交差する道路                                                  | 交差する場所 | 交差する場所              |
| ------------------------------------------------------------- | ------------ | ------------------------- |
| 国道220号 宮崎県道9号宮崎西環状線 宮崎県道347号南宮崎停車場線 | 中村西2丁目  | 中村交差点 / 起点         |
| 宮崎県道337号城ヶ崎清武線                                     | 大字田吉     | 田吉交差点                |
| E98 一ツ葉道路                                                | 大字田吉     | 有料道路入口交差点 田吉IC |
| 国道220号                                                     | 大字本郷南方 | 本郷ランプ                |
| 宮崎県道13号高岡郡司分線                                      | 大字郡司分甲 | 郡司分交差点              |
| 宮崎県道338号大久保木崎線                                     | 大字熊野     | 木崎橋南交差点            |
| 宮崎県道339号塩鶴木崎線                                       | 大字熊野     |                           |
| 国道220号                                                     | 大字熊野     | 宮崎市熊野交差点          |
| 国道220号                                                     | 大字熊野     | 終点                      |

### 交差する鉄道
- 日豊本線
- 日南線

### 沿線
- 宮交シティ
- 宮崎県立宮崎農業高等学校
- 宮崎南警察署
- JR九州日南線 南方駅